# Relaxer
Albums de alt-J
This Is All Yours
(2014)
Relaxer (stylisé en RELAXER) est le troisième album du groupe anglais alt-J, sorti le 2 juin 2017 sur le label Atlantic Records.
L'album est enregistré à Londres et produit par Charlie Andrew, qui avait déjà produit les deux précédents albums du groupe. Des huit titres de l'album, cinq sont sortis en tant que singles (3WW, In Cold Blood, Adeline, Deadcrush et Pleader). Le 28 septembre 2018, un album de remixes, appelé Reducer, est rendu disponible.
L'album a été nommé au Mercury Prize 2017.

## Liste des pistes
| 1.    | 3WW                     | 5:00 |
| 2.    | In Cold Blood           | 3:26 |
| 3.    | House Of The Rising Sun | 5:20 |
| 4.    | Hit Me Like That Snare  | 3:37 |
| 5.    | Deadcrush               | 3:52 |
| 6.    | Adeline                 | 5:50 |
| 7.    | Last Year               | 6:06 |
| 8.    | Pleader                 | 5:48 |
| 38:59 |                         |      |